# Дмитровицька сільська рада (Мінська область)
Дмитровицька сільська рада (біл. Дзьмітравіцкі сельсавет) — адміністративно-територіальна одиниця в складі Березинського району розташована в Мінській області Білорусі. Адміністративний центр — Дмитровичі.
Дмитровицька сільська рада розташована на межі центральної Білорусі, у східній частині Мінської області орієнтовне розташування — супутникові знимки [Архівовано 25 серпня 2011 у WebCite], північніше районного центру Березино.
До складу сільради входять 14 населених пунктів:
- Бєлавичі • Бер'є • Викрас • Дмитровичі • Коренець • Красне • Лесковичі • Манча • Михеєвичі • Новосілля • Орешковичі • Прудок • Рудня • Шеверничі.